# Amerikanska Samoa i olympiska sommarspelen 2016
Amerikanska Samoa deltog med fyra deltagare vid de olympiska sommarspelen 2016 i Rio de Janeiro. Ingen av landets deltagare erövrade någon medalj.

## Friidrott
Förkortningar
- Notera– Placeringar avser endast det specifika heatet.
- Q = Tog sig vidare till nästa omgång
- q = Tog sig vidare till nästa omgång som den snabbaste förloraren eller, i fältgrenarna, genom placering utan att nå kvalgränsen
- NR = Nationellt rekord
- N/A = Omgången fanns inte i grenen
- Bye = Idrottaren behövde inte tävla i omgången

Bana och väg
| Idrottare     | Gren                | Heat     | Heat      | Kvartsfinal      | Kvartsfinal      | Semifinal        | Semifinal        | Final            | Final            |
| Idrottare     | Gren                | Resultat | Placering | Resultat         | Placering        | Resultat         | Placering        | Resultat         | Placering        |
| ------------- | ------------------- | -------- | --------- | ---------------- | ---------------- | ---------------- | ---------------- | ---------------- | ---------------- |
| Isaac Silafau | Herrarnas 100 meter | 11,51    | 5         | Gick inte vidare | Gick inte vidare | Gick inte vidare | Gick inte vidare | Gick inte vidare | Gick inte vidare |
| Jordan Mageo  | Damernas 100 meter  | 13,72    | 6         | Gick inte vidare | Gick inte vidare | Gick inte vidare | Gick inte vidare | Gick inte vidare | Gick inte vidare |

## Judo
| Idrottare           | Gren                     | Omgång 1             | Omgång 2                    | Kvartsfinaler        | Semifinaler          | Återkval             | Final / BM           | Final / BM       |                  |
| Idrottare           | Gren                     | Motståndare Resultat | Motståndare Resultat        | Motståndare Resultat | Motståndare Resultat | Motståndare Resultat | Motståndare Resultat | Placering        |                  |
| ------------------- | ------------------------ | -------------------- | --------------------------- | -------------------- | -------------------- | -------------------- | -------------------- | ---------------- | ---------------- |
| Benjamin Waterhouse | Herrarnas lättvikt −73kg | Bye                  | Repiyallage (SRI) L 000–101 | Gick inte vidare     | Gick inte vidare     | Gick inte vidare     | Gick inte vidare     | Gick inte vidare | Gick inte vidare |